# Harakat Ansar Irán
Harakat Ansar Irán (en persa: حرکت انصار ایران‎; Movimiento de los Partisanos de Irán) fue una organización yihadista sunita activa de 2012 a 2013 en la actual insurgencia de Sistán y Baluchistán. Es una organización terrorista designada por Irán y Japón. Fue uno de los dos grupos yihadistas junto con su aliado Jaish ul-Adl, que se separó de Jundallah tras el arresto de su líder en 2010.
Harakat Ansar fue dirigido por Mohammad Shafi, quien fue asesinado en Pakistán. Después de su muerte, Hesham Azizi, alias Abu Hafs al Baloochi se convirtió en el líder. Según Mashregh News, el grupo recibió apoyo de Arabia Saudita y los talibanes.
Más tarde, el grupo eliminó "Irán" de su nombre, llamándose a sí mismos Harakat al-Ansar (árabe: حرکة الانصار), que usa árabe en lugar del antiguo nombre persa. El grupo se fusionó con Hizbul-Furqan y formó Ansar Al Furqan a finales de 2013.